# Alfred Hegenscheidt

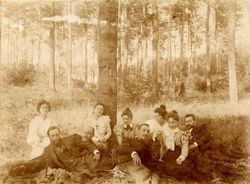
Van Nu en Straks'ers (1897) v.l.n.r.: Gaby Brouhon, Jacques Mesnil, Alfred Hegenscheidt, Louise Hegenscheidt, Margot Brouhon, August Vermeylen, Lili Koetlitz, Clara Koetlitz en Emmanuel De Bom.

Alfred Fréderic Hegenscheidt (Sint-Jans-Molenbeek, 6 april 1866 — Menton, 9 februari 1964) was een Belgisch schrijver, die vrijwel uitsluitend als auteur van de tragedie Starkadd herinnerd wordt. Daarnaast was hij aardrijkskundige.
Hegenscheidt was de zoon van een ingenieur uit Westfalen, die in het midden van de negentiende eeuw naar Brussel was verhuisd; zijn moeder kwam uit het Saarland. De jonge Alfred, die streng protestants werd opgevoed, ging in Brussel naar de normaalschool, en werd in 1885 onderwijzer. Vervolgens studeerde hij er aan de universiteit natuurwetenschappen: hij werkte aan een doctoraat over aardwormen en promoveerde in 1893. Al snel werd hij overtuigd vrijzinnig. Ondertussen was hij poëzie beginnen te schrijven, en een jaar later publiceerde hij, dankzij tussenkomst van Prosper Van Langendonck, zijn eerste gedichten uit de cyclus Muziek en leven in het vermaarde tijdschrift Van Nu en Straks, samen met het essay Rythmus.
De literaire productie van Hegenscheidt is zeer beperkt gebleven: in die jaren na zijn doctoraat publiceerde hij enkele gedichten in Van Nu en Straks, en in 1897 zijn toneelstuk Starkadd. Toen hij in 1903 docent aan de normaalschool werd, namen zijn letterkundige activiteiten af. Hij schreef omstreeks de eeuwwisseling nog enkele besprekingen van opgang makende schrijvers, onder wie Stijn Streuvels en Cyriel Buysse, maar men kan stellen dat de dichter Hegenscheidt het op zijn tweeëndertigste voor bekeken hield. In 1913 werd hij in Brussel hoogleraar in de geografie, en hij wijdde zijn verdere leven aan wetenschappelijk onderzoek op het gebied van de aardrijkskunde: in 1931 richtte hij het Tijdschrift van de Belgische Vereniging voor Aardrijkskundige Studies op. Hij was in 1919 met Madeleine Heyman gehuwd, die doctor in de germaanse talen was.
Hegenscheidt ontving het emeritaat in 1936 en maakte een jaar later een wereldreis. Pas in 1955 kreeg hij een onderscheiding voor zijn letterkundige werk, toen de gemeente Ukkel hem de plaatselijke literaire prijs toekende. De laatste jaren van zijn leven overwinterde hij aan de Azurenkust, alwaar hij in 1964 op zevenennegentigjarige leeftijd overleed. Tot zijn vrienden behoorden, naast een rist andere schrijvers, August Vermeylen en de politicus Camille Huysmans.
Hegenscheidt bezat een mentaal labiele natuur. Zijn Starkadd kwam tot stand in een villa in het Zwitserse Davos, waar hij zijn intrek had genomen om geestelijk tot rust te komen. Daarop verbleef hij nog een tijd in Verrewinkel. Het toneelstuk werd in 1897 gepubliceerd in Van Nu en Straks; de eerste druk in boekvorm zou pas in 1921 verschijnen. In 1899 werd het werk voor het eerst uitgevoerd in de Koninklijke Vlaamse Schouwburg, en veeleer lauw onthaald. In 1905 werd het hernomen in de Gentse Minardschouwburg en ging op tournee doorheen Vlaanderen, met parallelle opvoeringen in Nederland. Latere hernemingen volgden in 1940, 1949 en 1966. Tegenwoordig is het stuk uit het repertoire verdwenen.

## Starkadd
Starkadd is los gebaseerd op een sage uit de tiende eeuw. De figuur Starkadd is een skald aan het hof van de Deense koning Froth. De koning is zwak en goedmoediger dan goed voor hem is; Starkadd blijkt echter een dusdanig machtig krijgsheer, dat koning Froth hem aan zijn dochter Helga wil koppelen. Dit is niet naar de zin van Saemund, de goudsmid van het hof, die zelf de kroon ambieert. Hij hitst prins Ingel, zoon van Froth en Helga's broer, tegen Starkadd op. De skald vertrekt op campagne om de Friezen te verslaan, met Froths belofte dat hij spoedig met Helga zal kunnen huwen; de twee zijn immers verliefd. Prins Ingel is een bijzonder beïnvloedbaar, schier karakterloos man, die zich zodanig door de machiavellistische Saemund laat manipuleren, dat hij 's nachts zijn eigen vader vermoordt; Saemund laat het op zelfmoord lijken. Nu heeft de goudsmid de werkelijke macht: de nieuwe koning Ingel is een marionet, en Saemund poogt Helga voor zich te winnen, zodat hijzelf binnen afzienbare tijd de troon zal veroveren.
Wanneer Starkadd onverwacht zegevierend terugkeert, treft hij de burcht in liederlijke toestand aan: iedereen is dronken, er wordt niet meer op de vijanden gelet, en het koninkrijk is aan zijn lot overgelaten. Starkadd is diep bedroefd over de dood van Froth; bovendien realiseert hij zich dat Helga niet zijn ware liefde is. Melancholisch zwerft hij over de stranden. Plotseling duikt Wolf op, de trouwe dienaar van Starkadd, die het gerucht heeft opgevangen dat Froth geen zelfmoord gepleegd heeft, maar door Saemund en Ingel werd vermoord. Starkadd zweert het onrecht te zullen wreken.
's Avonds trekt Starkadd naar de burcht, waar Saemund hypocriet een groot feest voor de nieuwe koning heeft ingericht. Een zanger uit het zuiden zingt een lieflijk, zoet liedje. Starkadd repliceert met een donderpreek in verzen; hij steekt Ingel dood en slaat Saemund neer. Helga wil de kroon op Starkadds hoofd plaatsen, maar dat weigert hij. Hij verbrijzelt de kroon en laat Saemund ernaar grabbelen op de grond. Helga klampt zich aan Starkadd vast, maar zijn besluit is genomen: de zee is zijn bruid, en niemand anders.

Starkadd is voor het grootste gedeelte in vijfvoetige jamben geschreven, die evenwel niet rijmen. Het taalgebruik oogt heden ten dage zeer oubollig, en de stijl is zwaar pathetisch. Van in den beginne werd het stuk in Vlaanderen veel beter onthaald dan in Nederland: met name Willem Kloos en Albert Verwey uitten hevige kritiek op de romantisch-heroïsche tendensen en de karaktertekening die zij oppervlakkig en ongeloofwaardig vonden. Martinus Nijhoff maakte er in 1939, in de Nieuwe Rotterdamsche Courant, een korte parodie op, door de actie naar een fabriek te verplaatsen. Ook in België was niet iedereen even enthousiast over Starkadd: Hegenscheidt greep naast de Staatsprijs voor Toneel. Het is niet al te verwonderlijk dat het stuk de meeste aandacht in de jaren twintig, dertig en veertig kreeg; Hegenscheidt was een groot muziekliefhebber (hij speelde ook zelf viool) en had zich door Richard Wagner laten inspireren. Daarenboven spreekt uit het werk een noord-zuidtegenstelling, die, ofschoon Hegenscheidt dit steeds ontkende, als het verschil tussen 'Germaans' en 'Romaans' kan worden opgevat. Zo bijvoorbeeld Starkadds kritiek op de 'zuiderse' zanger:
Zoover reeds kwam het in uw huis, o Froth,
Dat zulke taal er bijval vond; u, zanger,
Vergeef ik, want gij zijt niet meer melaatsch
Dan 't merg der hoorders die u bijval schenken.
Starkadd, dat eens tot de canon van de Vlaamse literatuur werd gerekend, kan tegenwoordig als post-romantisch anachronisme worden beschouwd. De zwaarbeladen taal, gecombineerd met het dweperig-heroïsche aspect, maakt het werk bijzonder ouderwets; daarnaast is ook de machistische teneur een overblijfsel uit de negentiende-eeuwse zeden:
Gaat dan de liefde voor de meid zoo ver,
Dat gij den vader niet durft wreken, wijl
Ook zij tot het geslacht der moorders hoort?

## Werken
- 1894: Muziek en leven (poëzie)
- 1894: Rythmus (essay)
- 1897: Starkadd (toneel)
- 1900-10: Rozemonde (onvoltooid toneelstuk)